# De Press
De Press – polsko-norweska grupa muzyczna założona w roku 1980 przez Polaka – Andrzeja Dziubka (znanego jako Andrej Nebb) oraz Norwegów Jørna Kristensena i Ole Snortheima. Zespół łączy punk rocka z tradycyjną muzyką góralską spod Tatr, znani są również z rockowych wersji piosenek Żołnierzy Wyklętych.

## Historia
Debiutancka płyta Block to block uzyskała po latach tytuł najlepszego rockowego albumu wydanego w Norwegii. Płyty wydane w początkach istnienia grupy oficjalnie nie były dostępne w Polsce. Zespół zawiesił działalność w latach 1983–1989 – wówczas Andrzej Dziubek działał w zespole Holy Toy.
W późniejszych latach skład zespołu zmieniał się, na płycie Potargano chałpa – 1996 r. na perkusji grał Robert Vitting. W 2001 roku w skład zespołu weszli muzycy z Podhala, na gitarach grali: Sebastian Studnicki i Łukasz Bodura, na perkusji Dariusz Chrobak, na gitarze basowej Maciej Bełtowski; wspólnie w 2002 r. nagrali płytę Cy bocycie Swinty ojce.
W 30. rocznicę pacyfikacji kopalni „Wujek” w Katowicach De Press wystąpił w widowisku 16.12.1981 wyreżyserowanym przez Łukasza Kobielę.
W 2016 roku, z okazji 60. rocznicy Poznańskiego Czerwca 1956 zespół napisał i skomponował utwór „Rozstrzelano moje serce”, którego nagranie zrealizowano na zaproszenie Radia Merkury. Utwór był motywem przewodnim koncertu zespołu w dniu 26 czerwca 2016 roku w hali nr 7 Zakładów Cegielskiego.
W listopadzie 2022 r., w związku z 80 rocznicą męczeńskiej śmierci i 125 rocznicą urodzin Józefy Mikowej zespół opublikował teledysk Józefa Mikowa pseudonim Ryś.

## Dyskografia
| Tytuł                  | Dane dot. albumu                                                 |
| ---------------------- | ---------------------------------------------------------------- |
| Block to Block         | - Data: 1981 - Wydawca: Siberia Music                            |
| Product                | - Data: 1982 - Wydawca: Siberia Music                            |
| On the Other Side      | - Data: 1983 - Wydawca: Uniton Records                           |
| The Ballshov Trio      | - Data: 1991 - Wydawca: Sonet                                    |
| 3 Potocki              | - Data: 1991 - Wydawca: DNA                                      |
| Vodka Party            | - Data: 1993 - Wydawca: Sonet                                    |
| Groj skrzypko groj     | - Data: 1994 - Wydawca: Music Corner Records                     |
| Potargano chałpa       | - Data: 1996 - Wydawca: Music Corner Records                     |
| Dwie tęsknoty          | - Data: 23 listopada 1998 - Wydawca: Music Corner Records        |
| Śleboda                | - Data: 2 października 2000 - Wydawca: Music Corner Records      |
| Russian Party          | - Data: 16 czerwca 2001 - Wydawca: Music Corner Records          |
| Cy bocycie Świnty Ojce | - Data: 5 sierpnia 2002 - Wydawca: Music Corner Records          |
| Rekyl                  | - Data: 27 marca 2006 - Wydawca: S2 Records                      |
| Zre nas konsumpcja     | - Data: 16 czerwca 2008 - Wydawca: Agencja Artystyczna MTJ       |
| Myśmy rebelianci       | - Data: 8 października 2009 - Wydawca: Agencja Artystyczna MTJ   |
| Norwid. Gromy i pyłki  | - Data: 22 listopada 2010 - Wydawca: Agencja Artystyczna MTJ     |
| Amen                   | - Data: 25 kwietnia 2011 - Wydawca: Agencja Artystyczna MTJ      |
| Sex spod Tater         | - Data: 24 czerwca 2013 - Wydawca: Agencja Artystyczna MTJ       |
| ’56                    | - Data: 18 listopada 2016 - Wydawca: Polskie Radio               |
| Body Manifest          | - Data: 2019 - Wydawca: Apollon Records                          |
| Pokłon Orawie          | - Data: 2020 - Wydawca: Orawskie Centrum Kultury, Gmina Jabłonka |
| Europa Płonie          | - Data: 2024 - Wydawca: Olifant Records                          |
| Harnaś już nie żyje    | • Data: 2025 • Wydawca: Apollon                                  |

| Tytuł  | Dane dot. albumu                                           |
| ------ | ---------------------------------------------------------- |
| Kolędy | - Data: 22 grudnia 2008 - Wydawca: Agencja Artystyczna MTJ |

| Tytuł            | Dane dot. albumu                                |
| ---------------- | ----------------------------------------------- |
| Myśmy rebelianci | - Data: 2009 - Wydawca: Agencja Artystyczna MTJ |

| Tytuł               | Rok  |
| ------------------- | ---- |
| „De Press”          | 1980 |
| „Lars Hertervig”    | 1981 |
| „Crowded Room”      | 1982 |
| „East Block-2-Step” | 1991 |
| „De Press”          | 1992 |
| „Madness”           | 1998 |
| „Kalhoz”            | 1998 |
| „Odpocząć wreszcie” | 2000 |
| „Kamaraci”          | 2000 |
| „Pust Wsiegda”      | 2005 |
| „Elektryczny baca”  | 2008 |
| „Katyń Smoleńsk”    | 2011 |
| „Żądamy Chleba”     | 2016 |

| Tytuł                    | Rok  | Pozycja na liście |
| Tytuł                    | Rok  | LP3               |
| ------------------------ | ---- | ----------------- |
| „Cy bocycie Świnty Ojce” | 1997 | 11                |
| „Kalhoz”                 | 1998 | 41                |
| „Kamaraci”               | 2000 | 39                |
| „Elektryczny baca”       | 2008 | 49                |
| „Moja piosnka”           | 2011 | 31                |

## Nagrody i wyróżnienia
| Rok  | Kategoria                                  | Tytułem            | Nagroda        | Nota      | Źródło |
| ---- | ------------------------------------------ | ------------------ | -------------- | --------- | ------ |
| 1996 | Album roku – muzyka tradycji i źródeł      | Potargano Chałpa   | Fryderyki 1996 | Nominacja | [ 35 ] |
| 2000 | Album roku – muzyka tradycji i źródeł      | Śleboda            | Fryderyki 2000 | Nominacja | [ 36 ] |
| 2003 | Album roku – reedycje, nagrania archiwalne | Block To Block     | Fryderyki 2003 | Nominacja | [ 37 ] |
| 2009 | Album roku – rock                          | Zre nas konsumpcja | Fryderyki 2009 | Nominacja | [ 38 ] |
| 2009 | Płyta roku                                 | Zre nas konsumpcja | Superjedynki   | Nominacja | [ 39 ] |